# Geomanzia

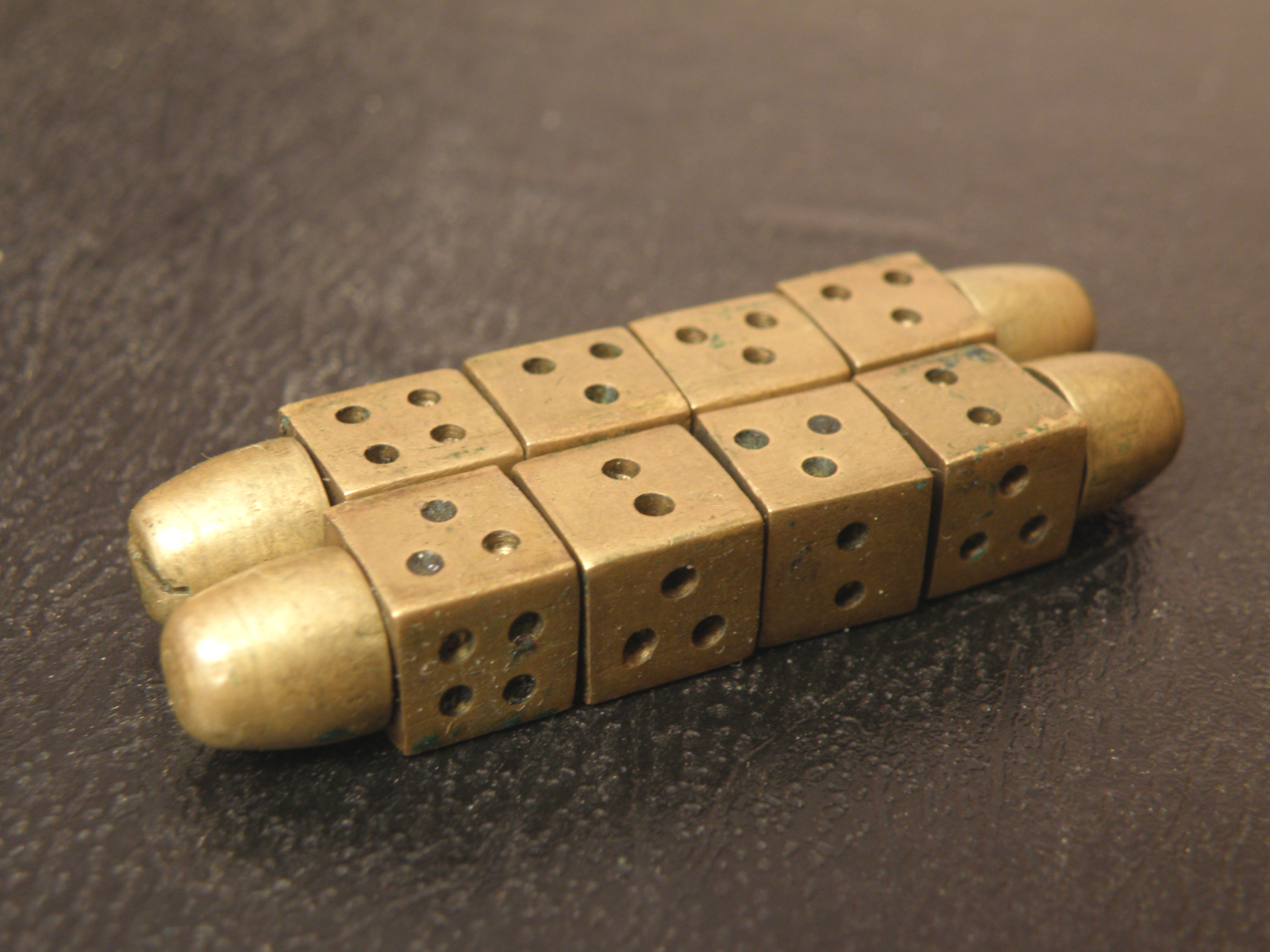
Strumento di ottone per la geomanzia

La geomanzia è una tecnica divinatoria. La parola deriva dal greco geōmanteía (geō “terra” e manteía “divinazione”) e significa “divinazione per mezzo della terra”.
L'ipotesi sulla sua origine più accreditata dagli storici è che sia nata nell'VIII secolo nell'Africa nord-orientale e che si sia diffusa in Africa e in Medio Oriente grazie all'espansione dell'Islam e alle rotte commerciali arabe. Nelle sue forme più rudimentali veniva praticata dalle popolazioni primitive della Mesopotamia e della penisola Arabica.
Fece il suo ingresso in Europa tra l'XI e il XII secolo attraverso la Spagna musulmana, al tempo governata dagli arabi. È ritenuta essere il più antico sistema divinatorio ancora oggi praticato in Occidente.

## Geomanzia nella tradizione mediterranea
Nella forma più antica si prendeva fra le mani una manciata di terriccio, la si gettava al suolo con garbo, quindi l'indovino interpretava le forme createsi. Oppure con un pugnale si tracciavano punti sulla sabbia, si potevano anche allineare sassolini sulla terra.
Nella versione attuale, chiamata geomanzia sulla carta, si formula una domanda e quindi, si picchietta con la punta di una matita su un foglio, tracciandovi istintivamente dei piccoli cerchi, o puntini, in sedici file, di quattro gruppi ciascuno. Ogni singolo gruppo sarà perciò formato da quattro linee di punti.
Fatto ciò, i segni vengono raggruppati a coppie, partendo da destra verso sinistra, finché, alla fine della fila, non resta che una coppia intera o un segno spaiato.
Questa operazione si ripete per le sedici file, e i segni finali, doppi o unici, vengono raggruppati a quattro a quattro, in modo da ottenere quattro figure di quattro segni l'una, incolonnati. Queste prime quattro figure sono dette "le madri". Tutte le figure sono composte perciò da quattro punti (singoli o doppi) che possiamo così chiamare: la testa, il cuore, il ventre e i piedi. Dalle quattro madri si ricavano altre quattro figure geomantiche dette figlie. 
Il procedimento è il seguente: sempre partendo da destra verso sinistra si prendono le teste delle quattro madri e così si compone la prima figlia. E così via: la seconda figlia nascerà dal cuore delle quattro madri; la terza figlia nascerà dal ventre delle quattro madri ed infine la quarta figlia nascerà dai piedi delle quattro madri. A questo punto si creano le nipoti attraverso il procedimento di addizione geomantica. Tale procedimento consiste, partendo sempre da destra verso sinistra, in un'addizione di punti tra due figure. In altre parole prendendo la prima madre e sommandola alla seconda madre si ottiene la prima nipote. In pratica si sommano i punti della testa delle prime due madri, se l'addizione porta ad un numero pari si segneranno due punti, al contrario se tale addizione origina un numero dispari, si segnerà invece un punto. Così avremo ottenuto la testa della prima nipote. L'addizione geomantica continua con il seno delle due prime madri che porterà a ricavare il seno della prima nipote, poi si sommano insieme il ventre delle prime due madri per ricavare il ventre della prima nipote ed infine si sommeranno i piedi delle due prime madri per ottenere i piedi della prima nipote. Si procede in questo modo per ricavare la seconda nipote che si origina tra la terza e la quarta madre sempre tramite l'addizione geomantica. Si procede sempre in tal modo per ottenere la terza nipote che nasce dall'addizione geomantica della prima e seconda figlia e così la quarta nipote che si ricava dall'addizione geomantica della terza e quarta figlia. Il testimone destro si ottiene sempre attraverso l'addizione geomantica tra la prima e la seconda nipote. Il testimone sinistro si ricava dall'addizione geomantica della terza e quarta nipote. Il Giudice si ottiene attraverso l'addizione geomantica dei due testimoni.
In caso di responso incerto è possibile ottenere chiarezza attraverso il Giudice Supremo che si ricava attraverso l'addizione geomantica tra la prima madre e il Giudice.
La parte destra del tema geomantico, testimone destro incluso, rappresenta il passato, un passato, anche molto vicino, mentre la parte sinistra, testimone sinistro incluso, si riferisce ad un futuro piuttosto vicino 
Le figure possibili sono sedici, alcune benefiche, altre di auspicio meno lieto, alcune neutre: populus, via, caput draconis, puella, puer, cauda draconis, fortuna maior, carcer, fortuna minor, conjunctio, tristitia, laetitia, albus, rubeus, acquisitio, amissio.

## Geomanzia francese
I viaggiatori europei ed in particolar modo i gesuiti (tra i quali Matteo Ricci e Martino Martini) indicano con il termine Geomanzia (in latino: geomantica ars- geomanticae artis, greco gea-terra, manteía-indovinare) tutte le pratiche riconducibili a torto o a ragione alla tradizione del Feng shui, sia per quel che riguarda la migliore localizzazione per l'edificazione di tombe, sia per l'urbanistica, l'architettura, l'arredamento degli interni.